# Longessaigne
 (février 2018).
Si vous disposez d'ouvrages ou d'articles de référence ou si vous connaissez des sites web de qualité traitant du thème abordé ici, merci de compléter l'article en donnant les références utiles à sa vérifiabilité et en les liant à la section « Notes et références ».
Longessaigne (Longessagni en francoprovençal du Pays lyonnais) est une commune française située dans le département du Rhône, en région Auvergne-Rhône-Alpes.

## Géographie
Longessaigne est situé dans les monts du Lyonnais, à l’ouest du département du Rhône, aux confins de la Loire.
Distant de Lyon de 45 km et de 60 km de Saint-Étienne, Longessaigne est membre du canton de l'Arbresle et de la communauté de communes des monts du Lyonnais.
Le village s’élève à une altitude moyenne de 700 m, son point culminant étant Molagy qui est à une altitude de 730 m, son point le plus bas étant la Brigadée et la Mazalière à 600 m.
Il s’étend sur une superficie de 1 191 hectares.
Le territoire communal est desservi par 40 km de chemins qui parcourent les différents hameaux. Les routes départementales relient Longessaigne à ses villages voisins que sont : Villechenève au nord ; Montrottier à l’est ; Saint-Clément-les-Places et Brullioles au sud et Chambost-Longessaigne à l'ouest.
Le village s’étale en amphithéâtre au pied de Molagy, la campagne est vallonnée aux pentes plus ou moins vives avec quelques replats. 
Le sol est silico-calcaire, arable sur une petite profondeur ; le sous-sol est granitique. 
L’eau est partout, les sources sont profondes, trois petits ruisseaux serpentent au fond des vallées, recueillant surtout les eaux de ruissellement et sont souvent secs en été.

## Urbanisme

### Typologie
Au 1er janvier 2024, Longessaigne est catégorisée commune rurale à habitat dispersé, selon la nouvelle grille communale de densité à sept niveaux définie par l'Insee en 2022.
Elle est située hors unité urbaine et hors attraction des villes,.

### Occupation des sols
L'occupation des sols de la commune, telle qu'elle ressort de la base de données européenne d’occupation biophysique des sols Corine Land Cover (CLC), est marquée par l'importance des territoires agricoles (93,3 % en 2018), une proportion identique à celle de 1990 (93,3 %). La répartition détaillée en 2018 est la suivante : 
zones agricoles hétérogènes (58,2 %), prairies (35,1 %), forêts (6,7 %). L'évolution de l’occupation des sols de la commune et de ses infrastructures peut être observée sur les différentes représentations cartographiques du territoire : la carte de Cassini (XVIIIe siècle), la carte d'état-major (1820-1866) et les cartes ou photos aériennes de l'IGN pour la période actuelle (1950 à aujourd'hui).

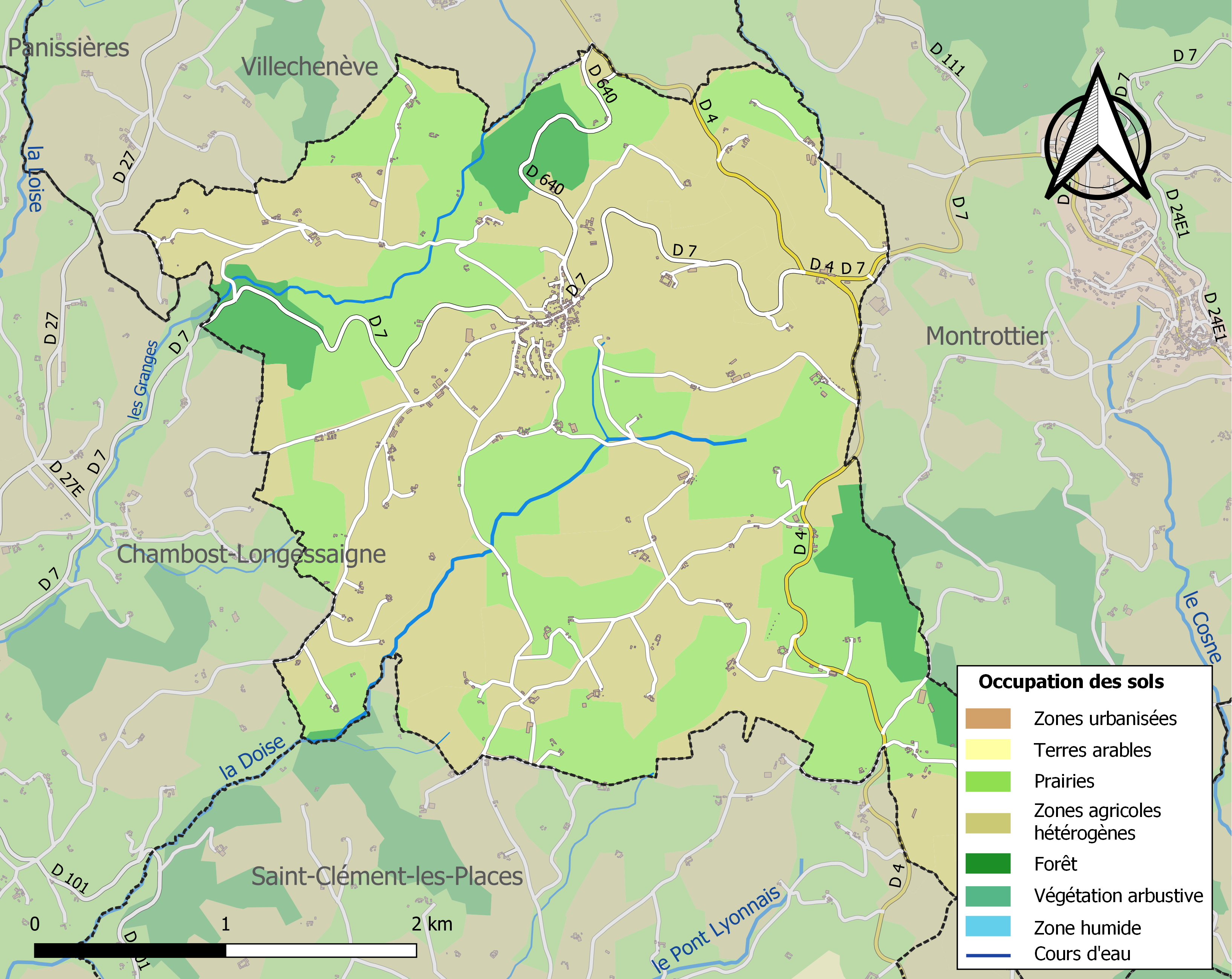
Carte des infrastructures et de l'occupation des sols de la commune en 2018 (CLC).

## Histoire
Le village comporte des biens fonciers bâtis et quelques terrains autour des immeubles :
- l’église et son presbytère devenu le restaurant d’enfants et la bibliothèque ;
- le bâtiment de la mairie abrite les salles municipales et l’agence postale avec ses dépendances ;
- la salle des sociétés qui était l’école communale de filles héberge aujourd’hui un artisan céramiste. La commune n’a plus d’école publique mais tous les enfants du primaire sont scolarisés à l’école privée qui comporte 3 classes ;
- le cimetière à son emplacement actuel fut créé en 1845. En son centre est érigée une grande croix en fer forgé au socle de pierre qui se dressait déjà dans le cimetière de l’église. Il fut agrandi au début du XIXe siècle et un nouveau terrain contiguë vint doubler l’enclos en 1990 ;
- à proximité, le site de Rampot (terrain de pique-nique) a été aménagé autour de la croix datant de 1872 ;
- au sud du village, la commune a acquis un vaste terrain où a été construit un bâtiment dans lequel s’est installée la salle de cinéma ;
- une salle polyvalente fut bâtie en 1984. Elle domine le lotissement « Les Primevères », entourée d’un boulodrome et d’un terrain de sport. Au nord de ce domaine se trouve la résidence Pinfolet où sont groupées les maisons en location de l’OPAC du Rhône ;
- une zone artisanale située à Chancolan où sont implantées les sociétés « Les Trois Chênes » et « IT CONCEPT ».
Construit en 1920, le lavoir communal a disparu.
Au milieu de la Place se trouve « le Boidon » : c’était un tilleul mémorable puisque planté à l’époque de Sully. Il a survécu jusqu’en 1970 puis a été remplacé par un autre tilleul. Sa dénomination évoque une histoire qui s’est déroulée vers 1800. À la suite d’une bagarre entre les jeunes de Longessaigne et de Villechenève, ces derniers ont voulu se venger et sont venus de nuit pour fendre l’arbre à la hache. Pour l’empêcher de périr, un apport de terre a été fait au pied de l’arbre et les habitants de Longessaigne l’arrosaient en disant « Bois donc » : c’est ainsi que s’est perpétué l’appellation. Lorsque le tilleul a été remplacé, la terre et le mur de soutien furent reconstruits sur la même circonférence et avec les mêmes matériaux.

### Climat
Pour des articles plus généraux, voir Climat d'Auvergne-Rhône-Alpes et Climat du Rhône.
En 2010, le climat de la commune est de type climat des marges montargnardes, selon une étude du Centre national de la recherche scientifique s'appuyant sur une série de données couvrant la période 1971-2000. En 2020, Météo-France publie une typologie des climats de la France métropolitaine dans laquelle la commune est exposée à un climat de montagne ou de marges de montagne et est dans la région climatique  Nord-est du Massif Central, caractérisée par une pluviométrie annuelle de 800 à 1 200 mm, bien répartie dans l’année. 
Pour la période 1971-2000, la température annuelle moyenne est de 9,6 °C, avec une amplitude thermique annuelle de 16,1 °C. Le cumul annuel moyen de précipitations est de 910 mm, avec 10,4 jours de précipitations en janvier et 7,6 jours en juillet. Pour la période 1991-2020, la température moyenne annuelle observée sur la station météorologique de Météo-France la plus proche, « Les Sauvages », sur la commune des Sauvages à 15 km à vol d'oiseau, est de 9,7 °C et le cumul annuel moyen de précipitations est de 941,6 mm,. Pour l'avenir, les paramètres climatiques de la commune estimés pour 2050 selon différents scénarios d'émission de gaz à effet de serre sont consultables sur un site dédié publié par Météo-France en novembre 2022.

## Politique et administration
| Période                                  | Période   | Identité      | Étiquette | Qualité     |
| ---------------------------------------- | --------- | ------------- | --------- | ----------- |
| mars 2001                                | mars 2014 | Michel Rampon |           | Agriculteur |
| mars 2014                                | mai 2020  | Bruno Goujet  |           | comptable   |
| mai 2020                                 | En cours  | Michel Rampon |           | Agriculteur |
| Les données manquantes sont à compléter. |           |               |           |             |

## Population et société

### Démographie
L'évolution du nombre d'habitants est connue à travers les recensements de la population effectués dans la commune depuis 1793. Pour les communes de moins de 10 000 habitants, une enquête de recensement portant sur toute la population est réalisée tous les cinq ans, les populations de référence des années intermédiaires étant quant à elles estimées par interpolation ou extrapolation. Pour la commune, le premier recensement exhaustif entrant dans le cadre du nouveau dispositif a été réalisé en 2008.

En 2022, la commune comptait 592 habitants, en évolution de −0,84 % par rapport à 2016 (Rhône : +3,93 %, France hors Mayotte : +2,11 %).
| 1793 | 1800 | 1806 | 1821 | 1831 | 1836 | 1841  | 1846  | 1851  |
| ---- | ---- | ---- | ---- | ---- | ---- | ----- | ----- | ----- |
| 700  | 545  | 624  | 733  | 791  | 921  | 1 038 | 1 057 | 1 023 |

| 1856  | 1861  | 1866  | 1872 | 1876 | 1881 | 1886  | 1891 | 1896 |
| ----- | ----- | ----- | ---- | ---- | ---- | ----- | ---- | ---- |
| 1 028 | 1 048 | 1 065 | 958  | 973  | 955  | 1 018 | 921  | 881  |

| 1901 | 1906 | 1911 | 1921 | 1926 | 1931 | 1936 | 1946 | 1954 |
| ---- | ---- | ---- | ---- | ---- | ---- | ---- | ---- | ---- |
| 830  | 865  | 800  | 731  | 732  | 692  | 705  | 679  | 654  |

| 1962 | 1968 | 1975 | 1982 | 1990 | 1999 | 2006 | 2008 | 2013 |
| ---- | ---- | ---- | ---- | ---- | ---- | ---- | ---- | ---- |
| 561  | 508  | 457  | 444  | 483  | 511  | 578  | 597  | 601  |

| 2018 | 2022 | - | - | - | - | - | - | - |
| ---- | ---- | - | - | - | - | - | - | - |
| 594  | 592  | - | - | - | - | - | - | - |

### Manifestations culturelles et festivités
- Association Jeunesse Activ
- Atractiv Festival

## Lieux et monuments

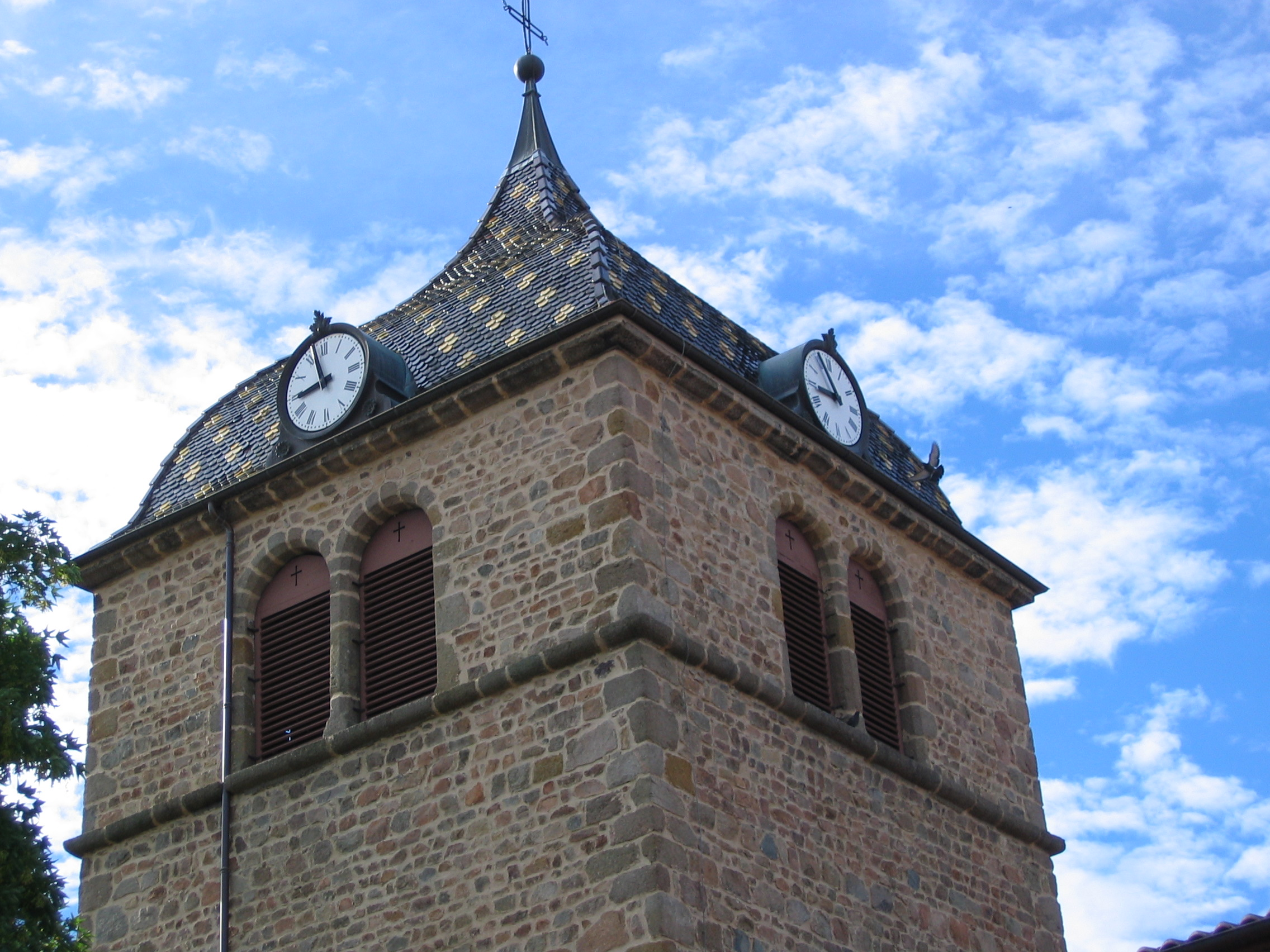
Le clocher de l'église.

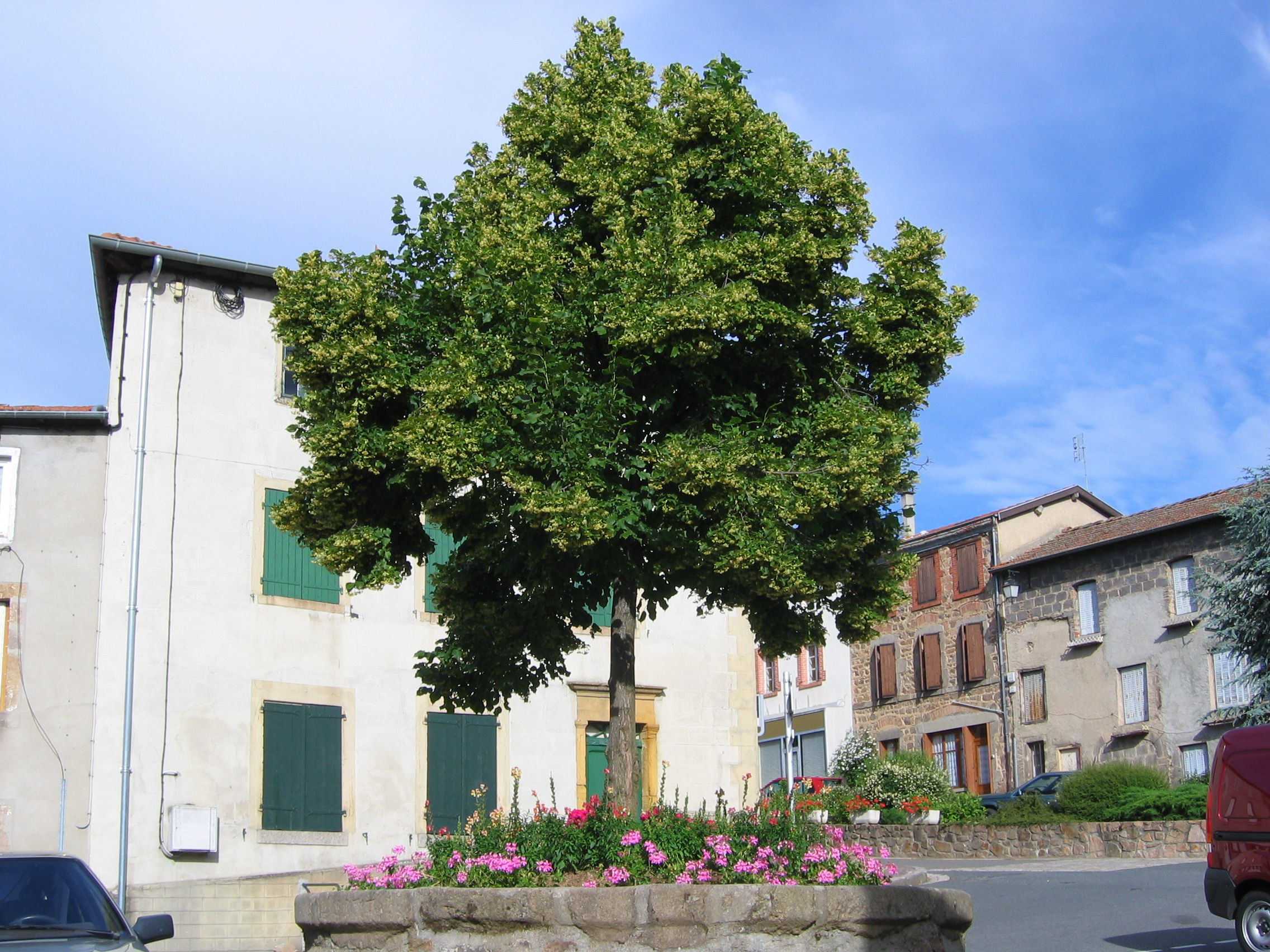
Le Boidon.

- L'église, de style roman, a été construite entre 730 et 750.
- Le Boidon, tilleul et muret sur la place du village. Le nom viendrait des Bédouins (les habitants du village) qui voulant sauver l'arbre lui auraient dit « Bé don » (Bois donc).
- « Le Tunnel », vestige de la ligne de fer qui devait relier Panissières (Loire) à L'Arbresle (Rhône).
- La Tour du Canet.

## Manifestations culturelles et festivités
- Fête de la Saint Patrick (mars) ;
- Foire de la Sainte-Blandine (mai) ;
- Festival : Atr'Activ Festival (juillet) ;
- Brocante/Vide-greniers (premier dimanche de septembre).